# منتخب بولندا لكرة القاعدة
منتخب بولندا لكرة القاعدة (بالبولندية: Reprezentacja Polski w baseballu mężczyzn)‏ هو ممثل بولندا الرسمي في المنافسات الدولية في كرة القاعدة .